# Ville Laihiala

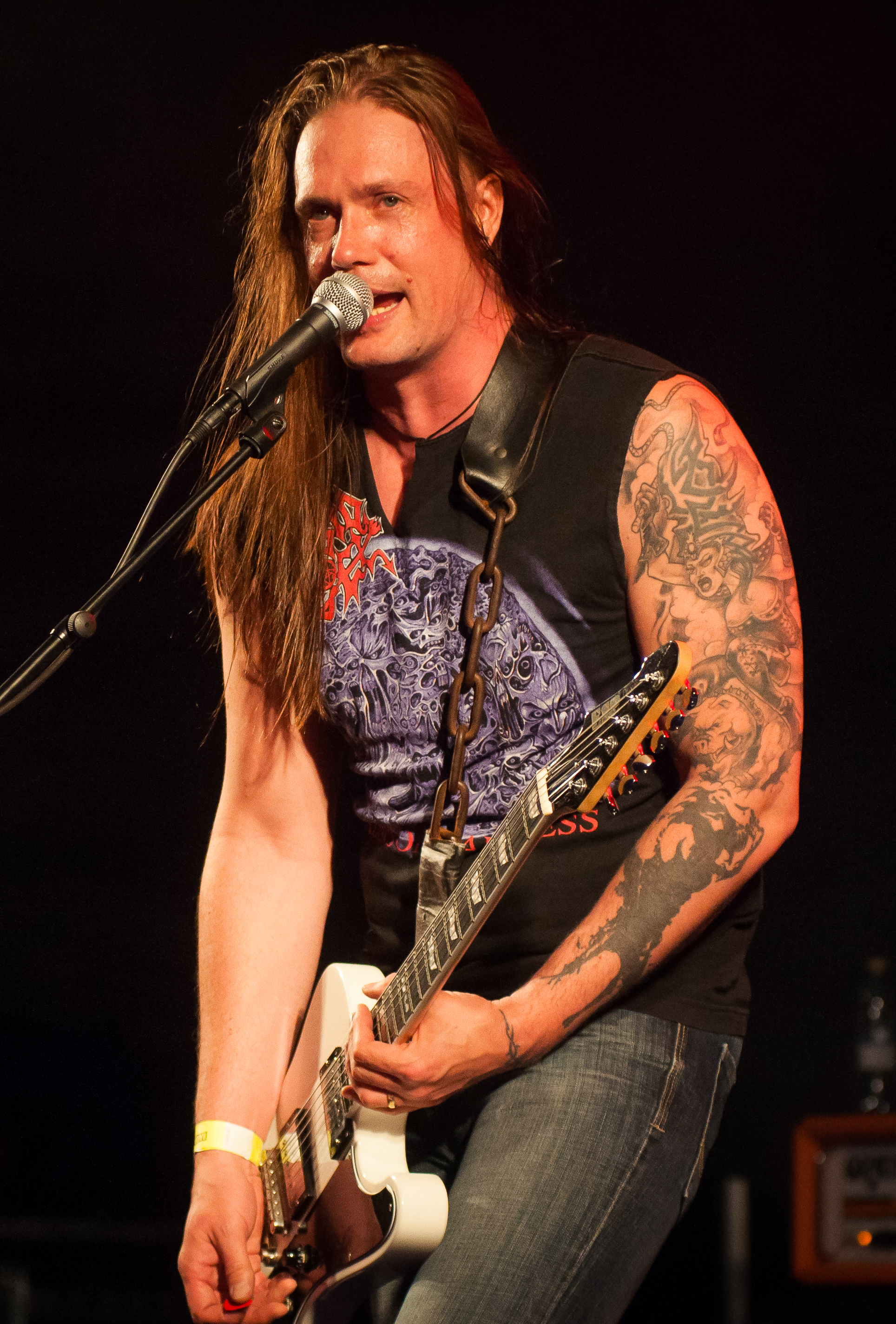
Ville Laihiala, 2014

Ville Laihiala (ur. 13 czerwca 1973) – fiński muzyk.
Zamieszkały w fińskim mieście Oulu. Od 1996 do 2005 był wokalistą fińskiej grupy heavymetalowej Sentenced. W 2000 powołał do życia gothic metalową grupę Poisonblack, gdzie był gitarzystą. Nawiązał w niej współpracę z Juha-Pekka Leppäluoto z fińskiej grupy Charon. W 2005 współpracował także z fińskim zespołem Negative, wspólnie z wokalistą tej grupy, Jonne Aaron, zaśpiewał w utworze „Until You Are Mine”, na albumie Sweet & Deceitful. Ville mierzy 191 cm wzrostu.